# Ipolyvece
Ipolyvece är en ort (by) i provinsen Nógrád i norra Ungern. Orten har 748 invånare (2024), på en yta av 13,83 km². Den ligger vid gränsen till Slovakien, cirka 14 kilometer väster om Balassagyarmat.